# 캡틴 오지 리드모어
캡틴 오지 리드모어(Cap'n O. G. Readmore)는 1980년대 미국 텔레비전 프로그램 ABC Weekend Specials에 등장하던 가공의 캐릭터이다. 오지는 의인화된 고양이로, 뱃사람 복장을 하고 어린이들에게 책을 읽으라고 권하고 다닌다. 오지 리드모어는 1984년에서 1989년까지 꼭두 인형으로 출연했으며, 나중에는 애니메이션으로도 만들어졌다. 애니메이션에서 오지는 고양이들의 독서회인 "금요일 밤의 독서회"의 회장으로, 자기가 읽는 책 속으로 빨려들어가서 모험을 하게 되거나 다른 고양이들에게 책 이야기를 들려주면서 이야기를 풀어나간다. 애니메이션에서 다룬 책으로는 《잭과 콩나무》, 《지킬 박사와 하이드 씨》, 《빨간 모자》, 《장화 신은 고양이》, 《치킨 리틀》이 있다.
오지의 목소리 연기는 성우 프랭크 웰커가 맡았으나, 애니메이션판에서는 닐 로스가 대신 맡은 경우도 있다(지킬 박사와 하이드 씨 편 등). 금요일 밤의 독서회에 나오는 다른 고양이들도 각자 이름을 가지고 있는데, "빨리 책을 읽는"이라는 뜻의 리키티 페이지(Lickety Page), "문학"을 성으로 쓰고 있는 키티 리터러처(Kitty Literature), "오래된 두꺼운 책"이라는 뜻의 올드 톰(Ol' Tome), "단어"라는 뜻의 워지(Wordsy)로 모두 각각 책 또는 글과 관련된 이름들을 가지고 있다. 오지 본인의 이름 역시 "책을 더 읽는"이라는 뜻이다.

## 단편 목록
| 번호 | 제목                                                | 방영일     |
| ---- | --------------------------------------------------- | ---------- |
| 1    | 캡틴 오지 리드모어의 '잭과 콩나무'                  | 1985-10-12 |
| 2    | 캡틴 오지 리드모어 '지킬 박사와 하이드 씨'를 만나다 | 1986-09-13 |
| 3    | 캡틴 오지 리드모어 '빨간 모자'를 만나다             | 1988-04-02 |
| 4    | 캡틴 오지 리드모어의 '장화 신은 고양이'             | 1988-09-10 |
| 5    | 캡틴 오지 리드모어 '치킨 리틀'을 만나다             | 1992-04-18 |